# Região Geográfica Imediata de Campo Maior
A Região Geográfica Imediata de Campo Maior é uma das 19 regiões imediatas do estado brasileiro do Piauí, uma das 5 regiões imediatas que compõem a Região Geográfica Intermediária de Teresina e uma das 509 regiões imediatas no Brasil, criadas pelo IBGE em 2017. É composta de 12 municípios. Todos eles estão inclusos no território piauiense de Carnaubais .